# 22991 Jeffreyklus
22991 Jeffreyklus è un asteroide della fascia principale. Scoperto nel 1999, presenta un'orbita caratterizzata da un semiasse maggiore pari a 2,3078016 UA e da un'eccentricità di 0,1281438, inclinata di 2,24354° rispetto all'eclittica.